# Chromebook
Chromebook là một máy tính xách tay chạy hệ điều hành Chrome OS. Những thiết bị này được thiết kế để sử dụng chủ yếu khi được nối mạng, với hầu hết các chương trình và dữ liệu nằm ở phía "đám mây". Chromebook là một ví dụ về một thin client.
Những Chromebook đầu tiên được bán cho Acer Inc. và Samsung, bắt đầu giao hàng vào ngày 15 tháng 6 năm 2011. Bên cạnh các mô hình máy tính xách tay, một phiên bản máy tính để bàn, gọi là Chromebox, đã được giới thiệu vào tháng 5 năm 2012, và một thiết bị "tất cả trong một" thiết bị đã giới thiệu vào tháng 1 năm 2014, bởi LG Electronics.
Chromebooks chủ yếu được bán trực tiếp từ Google và từ các công ty đối tác bán lẻ. Đến năm 2012, các trường học đã trở thành danh mục khách hàng lớn nhất. Tháng 10 năm đó, Google mở rộng chiến lược tiếp thị của mình để bao gồm những người sử dụng máy tính lần đầu và các hộ gia đình đang tìm kiếm một máy tính bổ sung.
Vào tháng 10 năm 2012, Simon Phipps, viết cho tờ InfoWorld, đã nói, "Chromebook là dòng sản phẩm máy tính để bàn/xách tay chạy Linux thành công nhất mà chúng tôi thấy đến giờ. Từ tháng 1 đến 11, 2013, 1.76 triệu Chromebook đã bán ở Hoa Kỳ thông qua kênh doanh nghiệp - doanh nghiệp.
Ở hội nghị Google I/O 2016, Google đã tuyên bố các ứng dụng Android sẽ sẵn sàng để chạy trên các Chromebook được hỗ trợ, qua Google Play Store vào cuối tháng, 2016. Điều này dẫn tới sẽ có hai cửa hàng ứng dụng trên Chrome OS.
Vào năm 2020,  lần đầu tiên Chromebook đã vượt qua Apple Mac về doanh số bán hàng bằng cách chiếm thị phần từ các máy tính xách tay chạy Microsoft Windows. Sự gia tăng này được cho là do thành công của nền tảng trên thị trường giáo dục.

## Lịch sử
Những chiếc Chromebook đầu tiên được bán bởi Acer Inc. và Samsung, được công bố tại hội nghị Google I/O và bắt đầu được giao hàng vào ngày 15 tháng 6 năm 2011. Lenovo, Hewlett Packard và chính Google đã tham gia thị trường vào đầu năm 2013. Vào tháng 12 năm 2013, Samsung đã ra mắt một chiếc Chromebook Samsung dành riêng cho thị trường Ấn Độ sử dụng bộ xử lý Exynos 5 Dual core của công ty.
Phản ứng của giới phê bình đối với Chromebook ban đầu khá hoài nghi, với một số nhà đánh giá, chẳng hạn như David Pogue, chuyên gia công nghệ của tờ New York Times khi đó, đã so sánh không thuận lợi về giá trị của Chromebook với các máy tính xách tay có đầy đủ tính năng hơn chạy hệ điều hành Microsoft Windows. Khiến nại đó đã tan biến sau này trong các bài đánh giá về các máy tính từ Acer và Samsung có giá thấp hơn.
Vào tháng 2 năm 2013, Google đã công bố và bắt đầu bán Chromebook Pixel, một chiếc máy có thông số kỹ thuật cao hơn với giá bán lẻ cao cấp. Vào tháng 1 năm 2015, Acer đã công bố chiếc Chromebook màn hình lớn đầu tiên, Acer Chromebook 15 với màn hình FHD 15,6 inch. Đến tháng 3 năm 2018, Chromebook chiếm 60% số lượng máy tính được mua bởi các trường học ở Hoa Kỳ. Vào tháng 10 năm 2012, Simon Phipps, viết trên InfoWorld, cho biết, "Dòng sản phẩm Chromebook có lẽ là máy tính để bàn/laptop Linux thành công nhất mà chúng ta từng thấy cho đến nay".

### Các yếu tố hình thức khác
Ngoài máy tính xách tay, còn có một số loại thiết bị khác chạy ChromeOS, bao gồm:
- Có ba loại thiết bị Chrome OS dạng máy tính để bàn:
  - Chromebox: Một chiếc PC có kích thước nhỏ gọn, được giới thiệu lần đầu tiên bởi Samsung vào tháng 5 năm 2012.[16]
  - Chromebase: Một chiếc PC để bàn tất cả trong một, được giới thiệu bởi LG Electronics vào tháng 1 năm 2014.
  - Chromebit: Một thiết bị PC dạng thanh, được giới thiệu bởi Asus vào tháng 4 năm 2015. Tuy nhiên, việc cập nhật cho Chromebit đã bị ngừng vào tháng 11 năm 2020.[17]
- Máy tính bảng Chromebook đầu tiên, Chromebook Tab 10, được Acer giới thiệu vào tháng 3 năm 2018. Thiết bị này được kỳ vọng sẽ cạnh tranh với máy tính bảng Apple iPad có giá thấp hơn trên thị trường giáo dục. Màn hình của Tab 10 có cùng kích thước và độ phân giải với iPad (9,7 inch, 2048 x 1536 pixel). Thiết bị cũng đi kèm với một cây bút stylus, nhưng không có bàn phím.[18][19]

### Tích hợp với Android
Vào tháng 5 năm 2016, Google thông báo rằng họ sẽ cung cấp các ứng dụng Android trên Chromebook thông qua nền tảng phân phối ứng dụng Google Play. Vào thời điểm đó, quyền truy cập Google Play được lên kế hoạch cho ASUS Chromebook Flip, Acer Chromebook R 11 và Chromebook Pixel mới nhất, với các Chromebook khác được lên kế hoạch theo thời gian. Hợp tác với Google, Samsung đã phát hành Chromebook Plus và Chromebook Pro vào đầu năm 2017, là những Chromebook đầu tiên có Play Store được cài đặt sẵn. Một bài đánh giá trên The Verge vào tháng 2 năm 2017 cho biết Plus với bộ xử lý ARM xử lý các ứng dụng Android "tốt hơn nhiều" so với Pro dựa trên Intel, nhưng nói rằng "các ứng dụng Android trên Chrome OS vẫn đang trong giai đoạn beta" và là "trải nghiệm đang dang dở." Số lượng hệ thống ChromeOS hỗ trợ ứng dụng Android trong kênh ổn định hoặc kênh beta đang tăng lên.

### Khả năng tương thích với các ứng dụng Linux (tương thích GNU)
Vào tháng 5 năm 2018, Google đã thông báo rằng họ sẽ cung cấp các ứng dụng desktop Linux trên Chromebook thông qua một máy ảo có tên mã là "Crostini". ChromeOS, hệ điều hành chạy trên Chromebook dựa trên kernel Linux, nhưng nó không cung cấp hỗ trợ mặc định cho các ứng dụng yêu cầu hệ thống dựa trên GNU. Crostini đã rời giai đoạn beta vào tháng 5 năm 2021 như một phần của bản phát hành 91. Google duy trì một danh sách các thiết bị được ra mắt trước năm 2019 hỗ trợ Crostini.

## Thiết kế

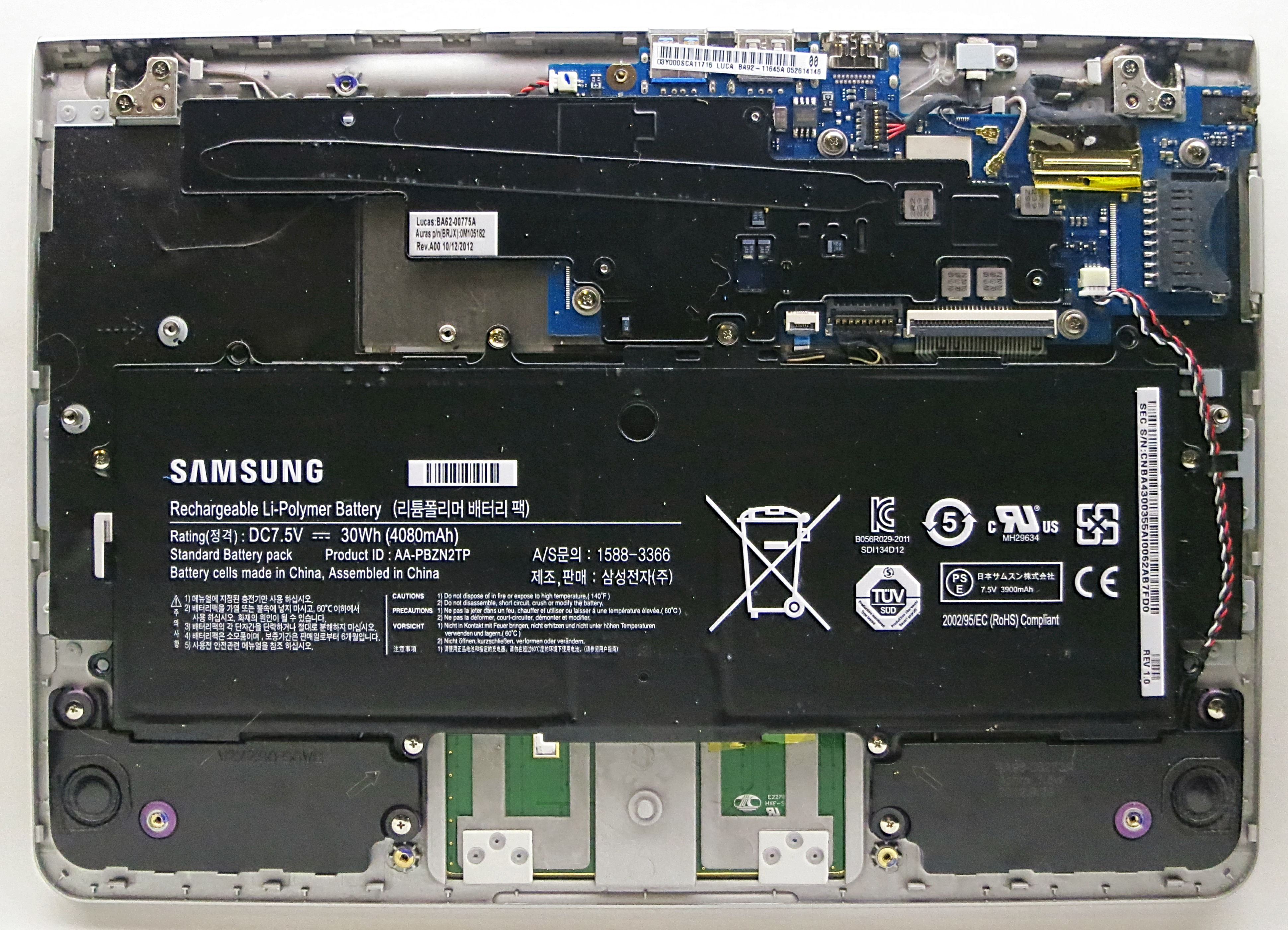
Samsung Chromebook Series 3 đã loại bỏ bảng điều khiển phía dưới

Các đối tác phần cứng ban đầu cho việc phát triển Chromebook bao gồm Acer, Adobe, Asus, Freescale, Hewlett-Packard (sau này là HP Inc.), Lenovo, Qualcomm, Texas Instruments, Toshiba, Intel, Samsung, và Dell.
Chromebooks được cài đặt sẵn ChromeOS, một hệ điều hành sử dụng hạt nhân Linux và trình duyệt web Google Chrome với trình phát đa phương tiện tích hợp. Bật chế độ nhà phát triển cho phép cài đặt các bản phân phối Linux và các hệ điều hành khác trên Chromebook. Chromebook cũng bao gồm một ốc vít hoặc công tắc trực tiếp trên bo mạch chủ để bật hoặc tắt bảo vệ ghi. Crouton là một tập lệnh cho phép cài đặt các bản phân phối Linux từ ChromeOS và chạy đồng thời cả hai hệ điều hành. Một số Chromebook bao gồm SeaBIOS, có thể được bật để cài đặt và khởi động trực tiếp các bản phân phối Linux. Với khả năng ngoại tuyến hạn chế và thời gian khởi động nhanh, Chromebook được thiết kế chủ yếu để sử dụng khi được kết nối với Internet và đăng nhập vào tài khoản Google. Thay vì cài đặt các ứng dụng truyền thống có nguy cơ nhiễm phần mềm độc hại, người dùng cài đặt các ứng dụng web từ Cửa hàng Chrome trực tuyến. Google tuyên bố rằng kiến trúc bảo mật nhiều lớp loại bỏ nhu cầu sử dụng phần mềm chống vi-rút.
Chromebook hỗ trợ nhiều thiết bị Bluetooth và USB như máy ảnh, chuột, bàn phím ngoài và ổ flash, sử dụng tính năng tương tự như plug-and-play trên các hệ điều hành khác. Tất cả Chromebook, ngoại trừ ba Chromebook đầu tiên, đều khởi động với sự trợ giúp của Coreboot, một BIOS khởi động nhanh.
Kể từ năm 2020, Google đã hỗ trợ các Chromebook mới với cập nhật tự động trong ít nhất 8 năm, trước đó là 6.5 năm. Ngày mà thiết bị sẽ ngừng nhận cập nhật phần mềm và bảo mật tự động có thể được tìm thấy trong phần "Thông tin bổ sung" của "Giới thiệu thiết bị" trong cài đặt thiết bị. Google duy trì một chính sách cập nhật tự động liệt kê các nhãn hiệu và kiểu máy ChromeOS cùng với ngày hết hạn cập nhật tự động của chúng.

## Bán hàng và marketing

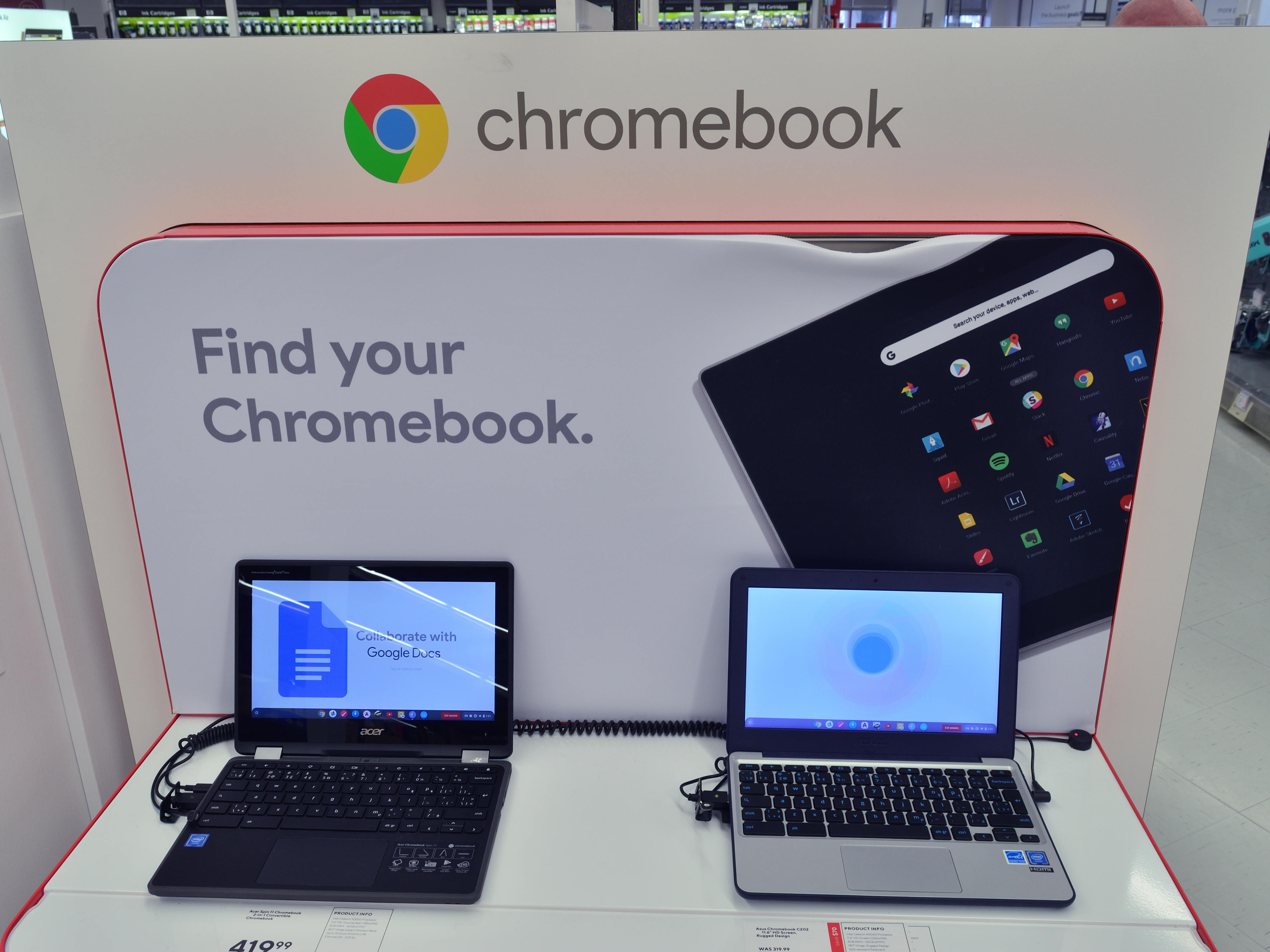
Chromebook tại cửa hàng bán lẻ Staples

Hai chiếc Chromebook đầu tiên được bán ra thương mại là Samsung Series 5 và Acer AC700, được công bố vào ngày 11 tháng 5 năm 2011 tại hội nghị dành cho nhà phát triển Google I/O. Chúng bắt đầu được bán qua các kênh trực tuyến, bao gồm Amazon và Best Buy ở Hoa Kỳ, Vương quốc Anh, Pháp, Đức, Hà Lan, Ý và Tây Ban Nha bắt đầu từ ngày 15 tháng 6 năm 2011; tuy nhiên, Acer AC700 không có sẵn cho đến đầu tháng 7. Những chiếc máy đầu tiên được bán với giá từ 349 đến 499 đô la, tùy thuộc vào kiểu máy và tùy chọn 3G. Google cũng cung cấp chương trình thanh toán hàng tháng cho khách hàng doanh nghiệp và giáo dục với giá 28 đô la và 20 đô la cho mỗi người dùng, mỗi tháng, cho hợp đồng ba năm. Verizon cung cấp các mẫu máy được trang bị kết nối 3G/4G LTE với 100–200 MB dữ liệu không dây miễn phí mỗi tháng, trong hai năm.
Những nỗ lực tiếp thị ban đầu của Google chủ yếu dựa vào trải nghiệm thực tế: tặng máy Samsung cho 10 người tham gia chương trình thí điểm Cr-48 cùng với danh hiệu Chromebook Guru và cho hành khách trên một số chuyến bay của Virgin America mượn Chromebook.
Vào cuối tháng 9 năm 2011, Google đã ra mắt Chrome Zone, một "cửa hàng trong cửa hàng", bên trong siêu thị Currys and PC World ở London.  Cửa hàng có vẻ ngoài và cảm giác theo phong cách Google với những mảng màu sắc xung quanh mặt tiền cửa hàng bán lẻ. Sau đó, khái niệm này đã được thay đổi thành một cửa hàng Google trong cửa hàng rộng rãi hơn, hiện chưa mở rộng ra ngoài PC World trên Tottenham Court Road. Ngoài các chiến lược tiếp thị này, Google Chrome đã tạo ra một số "Chromebook minis".
Một trong những đánh giá khách hàng đầu tiên, thành phố Orlando, Florida, đã báo cáo về việc thử nghiệm ban đầu 600 Chromebook của họ như một phần của nghiên cứu rộng hơn liên quan đến việc truy cập vào các máy tính để bàn ảo. Những dấu hiệu ban đầu cho thấy tiềm năng giảm chi phí hỗ trợ CNTT. Người dùng cuối cho biết Chromebook dễ dàng mang theo khi đi du lịch và khởi động nhanh chóng.
Vào ngày 21 tháng 11 năm 2011, Google đã công bố giảm giá tất cả Chromebook. Kể từ đó, Samsung Series 5 chỉ có Wi-Fi đã giảm xuống 349 đô la, Samsung Series 5 3G giảm xuống 449 đô la và Acer AC700 giảm xuống 299 đô la. Samsung đã phát hành Series 5 550 được cập nhật và Chromebox, những máy tính để bàn ChromeOS đầu tiên, vào tháng 5 năm 2012. Trong khi hai chiếc Chromebook có giá thấp nhất xuất hiện vào cuối mùa thu: Samsung Series 3 giá 249 đô la và Acer C7 giá 199 đô la. Vào tháng 2 tiếp theo, Google đã giới thiệu chiếc máy đắt nhất, Chromebook Pixel của họ, với giá khởi điểm là 1299 đô la. Tất cả các mẫu được phát hành sau tháng 5 năm 2012 đều có bộ nhớ đám mây Google Drive 100 GB–1,09 TB.
Đến tháng 1 năm 2013, doanh số Chromebook của Acer đang được thúc đẩy bởi "những người sử dụng Internet nhiều với các cơ sở giáo dục" và nền tảng này chiếm 5–10% lượng hàng xuất xưởng của công ty tại Mỹ. Trong 11 tháng đầu năm 2013, 1,76 triệu chiếc Chromebook đã được bán ra tại Hoa Kỳ, chiếm 21% thị trường laptop thương mại doanh nghiệp-doanh nghiệp của Hoa Kỳ. Trong cùng kỳ năm 2012, Chromebook bán được 400.000 chiếc và có thị phần không đáng kể. Năm 2015, Chromebook đứng thứ hai về doanh số (cho các công ty ở Mỹ), sau các thiết bị chạy Windows (cùng với máy tính bảng Android, vượt qua thiết bị của Apple vào năm 2014). Tính đến ngày 4 tháng 3 năm 2020, Lenovo 100E là chiếc Chromebook rẻ nhất thế giới.

### Thị trường giáo dục

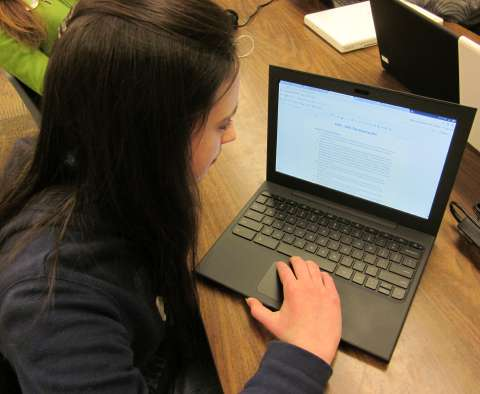
Một sinh viên đang sử dụng Chromebook

Thị trường giáo dục là thành công đáng chú ý nhất của Chromebook, cạnh tranh dựa trên chi phí thấp của phần cứng, phần mềm và bảo trì.
Đến tháng 1 năm 2012, mặc dù doanh số thương mại vẫn ổn định, Google đã đặt gần 27.000 Chromebook tại các trường học trên 41 tiểu bang ở Hoa Kỳ, bao gồm các chương trình "một-đối-một", phân bổ một máy tính cho mỗi học sinh ở Nam Carolina, Illinois và Iowa. Tính đến tháng 8 năm 2012, hơn 500 khu học chánh ở Hoa Kỳ và Châu Âu đã sử dụng thiết bị này. Năm 2016, Chromebook chiếm 58% trong số 2,6 triệu thiết bị di động được các trường học ở Hoa Kỳ mua và khoảng 64% thị trường này bên ngoài Hoa Kỳ. Ngược lại, doanh số bán máy tính bảng và máy tính xách tay của Apple cho các trường học ở Hoa Kỳ đã giảm xuống còn 19% trong năm đó, so với 52% vào năm 2012.
Giúp thúc đẩy doanh số bán Chromebook là Google Classroom, một ứng dụng được thiết kế cho giáo viên vào năm 2014, đóng vai trò là trung tâm cho các hoạt động trong lớp học bao gồm điểm danh, thảo luận trong lớp học, bài tập về nhà và giao tiếp với học sinh và phụ huynh.
Tuy nhiên, đã có những lo ngại về quyền riêng tư trong bối cảnh thị trường giáo dục đối với Chromebook. Các quan chức tại các trường học phát hành Chromebook cho học sinh đã khẳng định rằng học sinh không có quyền riêng tư khi sử dụng Chromebook do trường cấp, ngay cả ở nhà, và rằng tất cả hoạt động trực tuyến và ngoại tuyến đều có thể được trường theo dõi bằng phần mềm của bên thứ ba được cài đặt sẵn trên máy tính xách tay. Ngoài ra, Electronic Frontier Foundation (EFF) đã phàn nàn rằng chính Google đang vi phạm quyền riêng tư của học sinh bằng cách bật chức năng đồng bộ hóa trong Google Chrome ("Chrome Sync") theo mặc định, cho phép lịch sử duyệt web và dữ liệu khác của học sinh - bao gồm cả những học sinh dưới 13 tuổi - được lưu trữ trên máy chủ của Google và có thể được sử dụng cho các mục đích khác ngoài các mục đích giáo dục được cấp phép. Một điểm tranh cãi là thực tế là người dùng Chromebook do trường cấp không thể tự thay đổi cài đặt này để bảo vệ quyền riêng tư của họ; chỉ quản trị viên đã cấp máy tính xách tay mới có thể thay đổi chúng. EFF tuyên bố rằng điều này vi phạm Quyền riêng tư của học sinh đã được Google ký kết vào năm 2014.
Mặc dù vậy, Chromebook đã chiếm 60% máy tính được sử dụng trong các trường học vào tháng 3 năm 2018. Nhà báo Alfred Ng của CNET cho rằng khả năng bảo mật vượt trội là lý do chính cho mức độ thâm nhập thị trường này.
Theo các công ty nghiên cứu Gartner và Canalys, hơn 30 triệu Chromebook đã được xuất xưởng vào năm 2020, khi các khu học chánh và phụ huynh mua chúng cho mục đích học tập từ xa trong thời kỳ đại dịch COVID-19.

## Các nhà sản xuất và mẫu máy
12 nhà sản xuất Chromebook tính đến ngày 31 tháng 10 năm 2022 là:
- Acer Inc.[87]
- Asus[88]
- Dell[89]
- Fujitsu Client Computing Limited[90]
- Google (Pixelbook)[91]
- HP Inc.[92]
- Lenovo[93]
- LG Electronics:[94] Không bán lẻ cho người dùng cá nhân. Chỉ dành cho thị trường nội địa Hàn Quốc.
- NEC:[95][96] Không bán lẻ cho người dùng cá nhân. Chỉ dành cho thị trường nội địa Nhật Bản.
- Poin2 Lab.[97]
- Samsung Electronics[98]
- Sharp Corporation:[99] Không bán lẻ cho người dùng cá nhân. Chỉ dành cho thị trường nội địa Nhật Bản.

Và có 4 nhà sản xuất đã ngừng sản xuất Chromebook trước năm 2022.
- AOpen[100]
- Haier[101]
- Hisense[102]
- Toshiba[103]

### Google

#### Cr-48

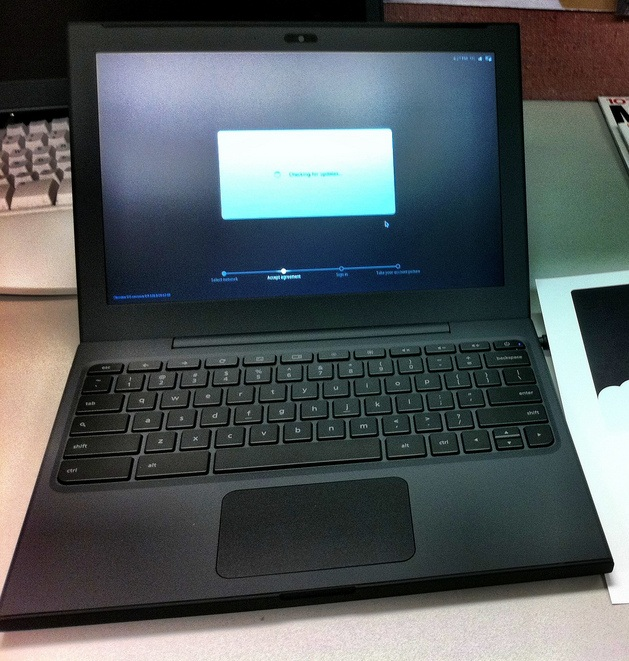
Cr-48

Tại buổi họp báo ngày 7 tháng 12 năm 2010, Google đã công bố Chương trình thí điểm ChromeOS, một chương trình thí nghiệm và Chromebook đầu tiên, Cr-48 Chrome Notebook, một nguyên mẫu để thử nghiệm hệ điều hành ChromeOS và phần cứng được sửa đổi cho nó. Thiết bị có thiết kế tối giản và hoàn toàn màu đen, không có thương hiệu mặc dù được sản xuất bởi Inventec, và có lớp phủ cao su. Thiết bị được đặt tên theo Chromium-48, một đồng vị không ổn định của nguyên tố kim loại Chromium (ký hiệu hóa học Cr), và những người tham gia được gọi là Cr-48 Test Pilots. Google đã phân phối khoảng 60.000 Cr-48 Chromebook giữa tháng 12 năm 2010 và tháng 3 năm 2011 miễn phí cho những người tham gia và đổi lại yêu cầu phản hồi như đề xuất và báo cáo lỗi. Cr-48 chỉ dành cho mục đích thử nghiệm, không bán lẻ.
Thiết kế phần cứng của Cr-48 đã phá vỡ quy ước bằng cách thay thế một số phím bằng các phím tắt, chẳng hạn như các phím chức năng và thay thế phím caps lock bằng một phím tìm kiếm chuyên dụng (nay được gọi là "Nút Mọi thứ", có thể được thay đổi trở lại caps lock trong cài đặt bàn phím của hệ điều hành. Google đã giải quyết những phàn nàn rằng hệ điều hành cung cấp ít chức năng khi thiết bị chủ không được kết nối với Internet, đã trình diễn phiên bản ngoại tuyến của Google Docs và công bố gói 3G sẽ cung cấp cho người dùng 100 MB dữ liệu miễn phí mỗi tháng, với các gói trả phí bổ sung có sẵn từ Verizon.
Cổng USB của thiết bị có khả năng hỗ trợ bàn phím, chuột, bộ chuyển đổi Ethernet hoặc bộ nhớ USB, nhưng không hỗ trợ máy in, vì Chrome OS không cung cấp print stack. Việc thêm phần cứng bên ngoài ngoài các mục được đề cập trước đó có khả năng gây ra vấn đề với mô hình bảo mật "self knowing" của hệ điều hành. Thay vào đó, người dùng được khuyến khích sử dụng một dịch vụ an toàn gọi là Google Cloud Print để in tới các máy in cũ được kết nối với máy tính để bàn của họ, hoặc kết nối máy in HP ePrint, Kodak Hero, Kodak ESP hoặc Epson Connect với dịch vụ Google Cloud Print để có kết nối máy in "nhận thức đám mây". Trong bài đánh giá Cr-48 vào ngày 29 tháng 12 năm 2010, Kurt Bakke của Conceivably Tech đã viết rằng Chromebook đã trở thành thiết bị gia đình được sử dụng thường xuyên nhất trong hộ gia đình của ông.
Cr-48 có bộ vi xử lý Intel Atom N455 lõi đơn xung nhịp 1.66 GHz, với bộ nhớ cache 512 KB và bật siêu phân luồng. Nó cũng có bộ nhớ DDR3 2 GB có thể tháo rời trong một SO-DIMM, đồ họa chipset tích hợp (Intel GMA 3150) và pin 66 watt-giờ. Người ta đã phát hiện ra rằng chipset Intel NM10 có thể trở nên rất nóng trong quá trình hoạt động do không có bộ tản nhiệt thích hợp, nhưng vấn đề này đã được khắc phục trong các Chromebook sản xuất.

#### Pixel

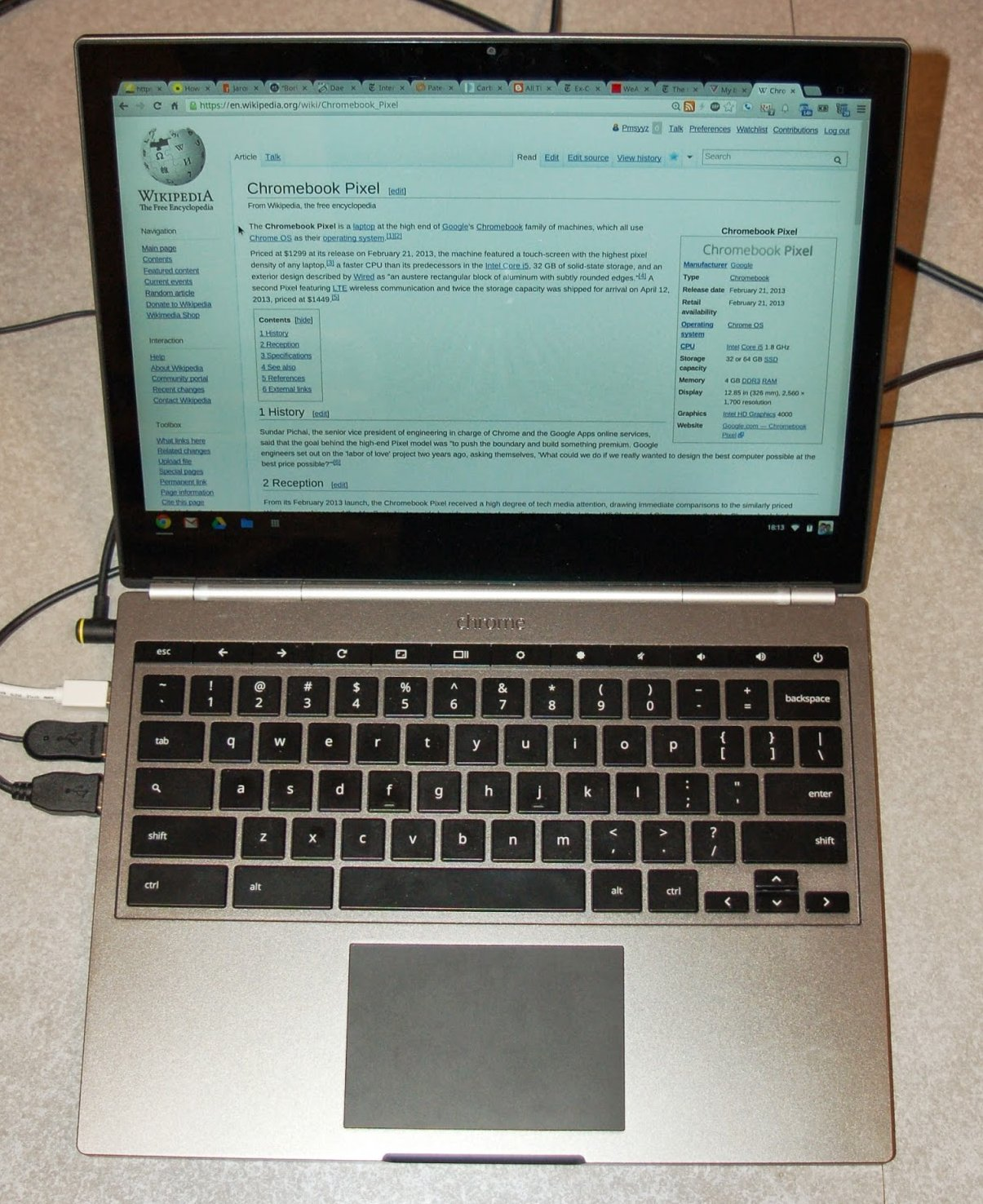
Chromebook Pixel (WiFi)

Chromebook Pixel được Google ra mắt vào tháng 2 năm 2013, là chiếc máy cao cấp nhất trong dòng Chromebook. Máy tính xách tay này có CPU nhanh hơn so với các sản phẩm tiền nhiệm. Một Pixel thứ hai có thông tin liên lạc không dây LTE và dung lượng lưu trữ gấp đôi đã được xuất xưởng để đến nơi vào ngày 12 tháng 4 năm 2013.
Chiếc máy đã nhận được nhiều sự chú ý của giới truyền thông. Nhiều nhà đánh giá đặt câu hỏi về giá trị của Pixel so với các máy tính Windows có giá tương tự và MacBook Air.

#### Pixelbook

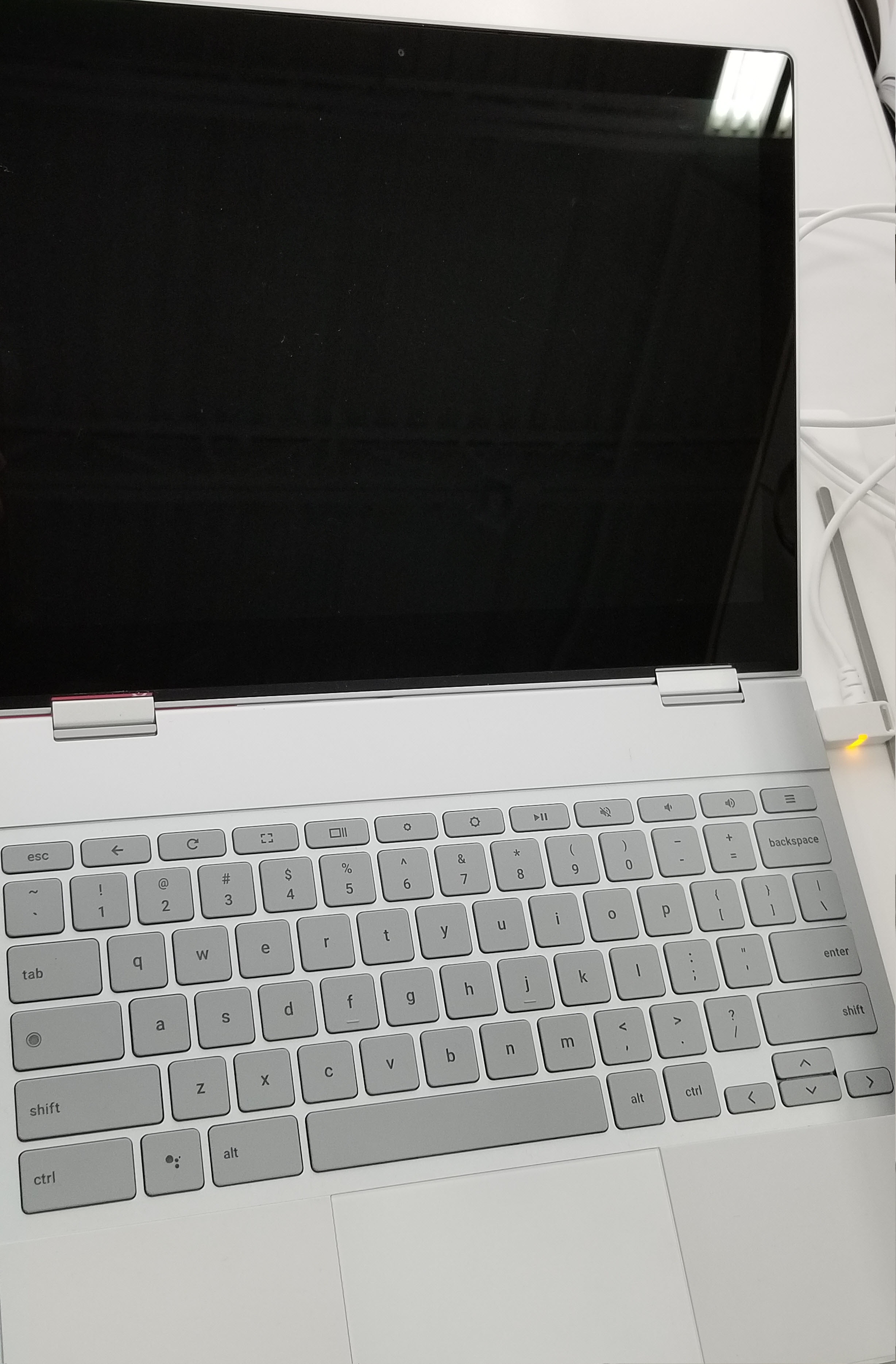
Pixelbook

Năm 2017, Google đã ra mắt Pixelbook để thay thế Chromebook Pixel. Giống như Chromebook Pixel, Pixelbook có màn hình cảm ứng tỷ lệ khung hình 3:2 với màn hình 12,3 inch mật độ điểm ảnh cao. Không giống như Chromebook Pixel ban đầu nhưng giống như thế hệ thứ hai, Pixelbook không có tùy chọn cho LTE. Thay vào đó, nó triển khai tính năng "instant tethering" của Google, tự động kết nối Pixelbook với kết nối di động của điện thoại Pixel.

### Samsung

#### Samsung Series 5

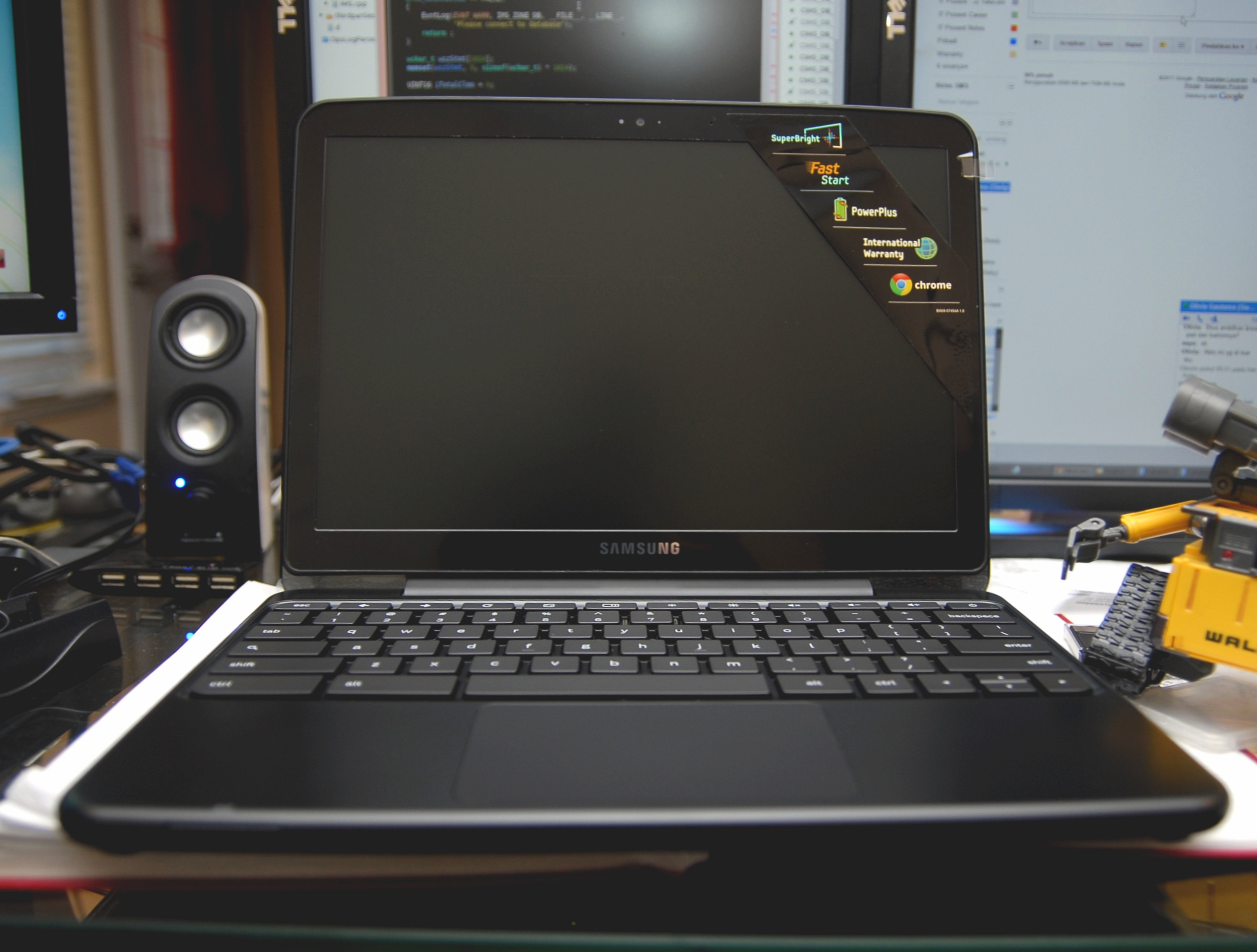
Samsung Series 5

Khi đánh giá thông số kỹ thuật của Samsung Series 5, Scott Stein của CNET không ấn tượng với một chiếc máy có màn hình 12 inch và chỉ 16 GB dung lượng lưu trữ tích hợp. Mặt khác, MG Siegler của TechCrunch đã viết một bài đánh giá rất tích cực, ca ngợi những cải tiến về tốc độ và độ nhạy của bàn di chuột so với mẫu thử nghiệm CR-48, cũng như thời lượng pin dài và thực tế là tất cả các mẫu đều có giá thấp hơn iPad. Vào tháng 6 năm 2011, iFixit đã tháo dỡ một chiếc Samsung Series 5 và kết luận rằng về cơ bản đây là một chiếc Cr-48 được cải tiến.

#### Samsung Series 5 550
Vào tháng 5 năm 2012, Samsung đã giới thiệu Chromebook Series 5 550, với mẫu Wi-Fi và mẫu 3G đắt hơn. Các nhà đánh giá đã đánh giá cao chất lượng của Chromebook Series 5 550, nhưng họ cũng đặt câu hỏi về giá trị của sản phẩm. Họ cho rằng có một số máy tính xách tay Windows giá rẻ hơn với hiệu năng tương đương hoặc tốt hơn.

#### Samsung Series 3

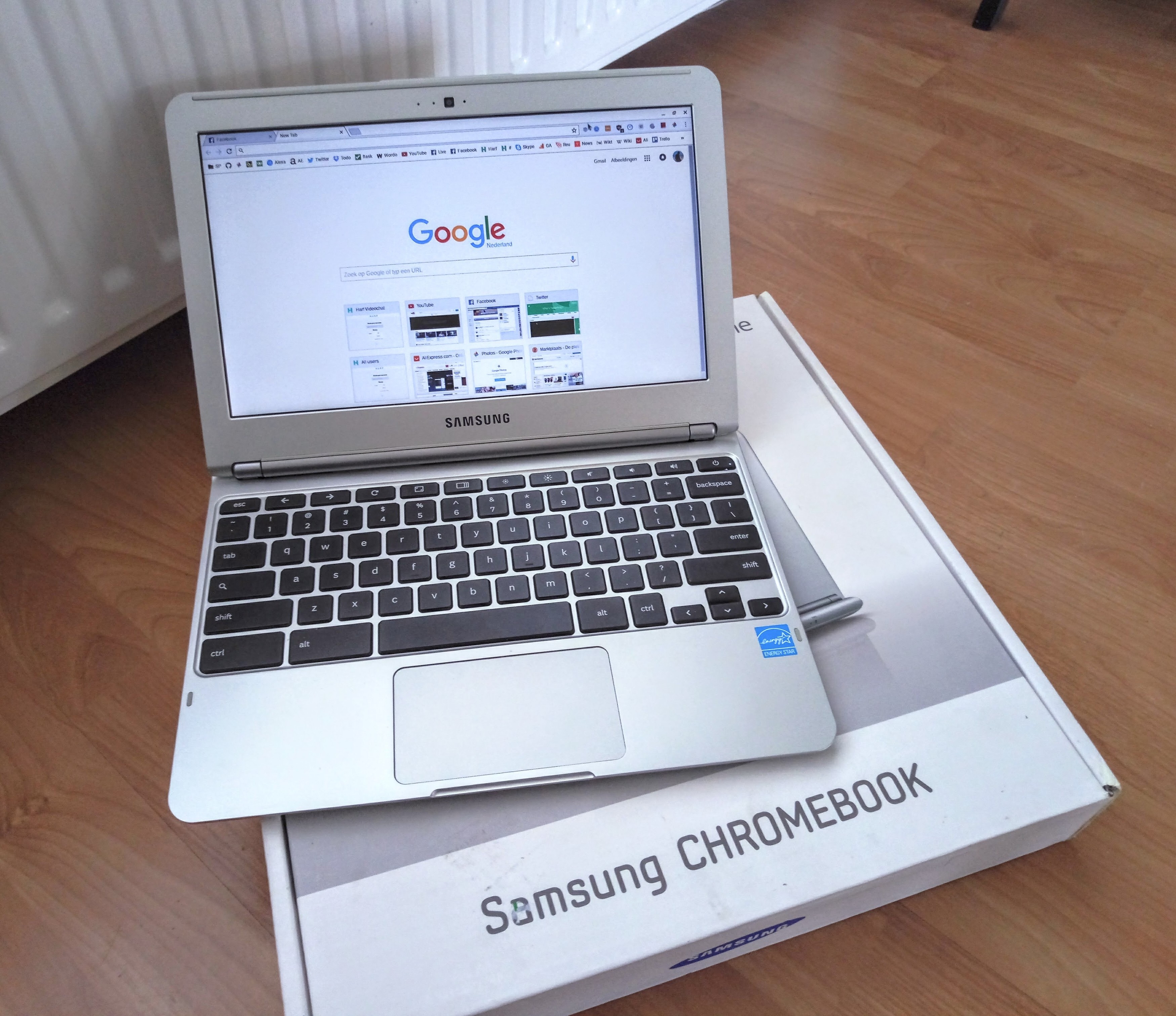
Samsung Series 3 Chromebook

Vào tháng 10 năm 2012, Chromebook Series 3 đã được giới thiệu tại một sự kiện ở San Francisco với chiếc Samsung Chromebook XE303. Thiết bị này rẻ hơn, mỏng hơn và nhẹ hơn so với Chromebook 550. Google đã tiếp thị Series 3 là máy tính dành cho mọi người, nhờ hệ điều hành đơn giản (ChromeOS) và giá cả phải chăng. Thị trường mục tiêu bao gồm học sinh và người dùng máy tính lần đầu, cũng như các hộ gia đình đang tìm kiếm một chiếc máy tính phụ.

#### Samsung Chromebook 3
Chromebook 3 khác với Samsung Series 3 có tên gọi tương tự ở một số điểm: mới hơn (phát hành năm 2016), kiến trúc khác (Intel Celeron N3050 thay vì Exynos 5 Dual ARM Cortex), mỏng hơn (0,7 inch), và rẻ hơn (khoảng 100 đô la Mỹ so với Series 3); trong khi vẫn là một triển khai đầy đủ của ChromeOS.

#### Samsung Galaxy Chromebook
Vào năm 2020, Samsung đã giới thiệu Galaxy Chromebook, một chiếc laptop 2 trong 1 cao cấp thuộc dòng sản phẩm Galaxy với giá 999 đô la Mỹ. Các bài đánh giá đã khen ngợi màn hình AMOLED 4K, thân máy mỏng và nhẹ, việc bổ sung bút S-Pen và hiệu năng nhanh chóng của bộ xử lý Intel Core i5-10210U. Nhưng họ cũng chỉ trích thời lượng pin kém và lượng nhiệt tỏa ra của máy.

#### Samsung Chromebook 4 và 4+
Vào tháng 10 năm 2019, Samsung đã công bố các mẫu Chromebook 4 (11,6 inch) và 4+ (15,6 inch). Cả hai đều tiếp tục dòng Chromebook giá rẻ với bộ xử lý Intel Celeron N4000 lõi kép. 4+ có màn hình lớn hơn và có các lựa chọn mô hình lên đến 6GB RAM. Các bài đánh giá khen ngợi mức giá rẻ và bàn phím thoải mái nhưng chỉ trích màn hình hiển thị tệ hại.

#### Samsung Galaxy Chromebook 2
Galaxy Chromebook 2, phiên bản kế tiếp của Galaxy Chromebook, được giới thiệu vào năm 2021. Với mức giá rẻ hơn, màn hình QLED FHD thấp hơn, bộ xử lý Core i3 thấp hơn và không có bút stylus, nó phần lớn là một bản hạ cấp so với mẫu trước đó. Những thay đổi này nhằm mục đích cải thiện thời lượng pin.

### HP
Chiếc Chromebook đầu tiên của HP và cũng là chiếc Chromebook lớn nhất trên thị trường vào thời điểm đó là Pavilion 14 Chromebook được ra mắt vào ngày 3 tháng 2 năm 2013. Nó có CPU Intel Celeron 847 và 2GB hoặc 4GB RAM. Thời lượng pin không dài, chỉ hơn 4 giờ, nhưng kích thước lớn hơn khiến nó thân thiện hơn với việc sử dụng cả ngày. HP đã giới thiệu Chromebook 11 vào ngày 8 tháng 10 năm 2013 tại Hoa Kỳ. Vào tháng 12 năm 2013, Google và HP đã thu hồi 145.000 bộ sạc do quá nóng. Doanh số đã bị dừng lại và tiếp tục trở lại với bộ sạc được thiết kế lại vào tháng sau. HP Chromebook 14 được công bố vào ngày 11 tháng 9 năm 2013  với bộ xử lý Intel Haswell Celeron, cổng USB 3.0 và băng thông rộng 4G. Một phiên bản cập nhật của dòng Chromebook đã được công bố vào ngày 3 tháng 9 năm 2014. Các mẫu 11 inch bao gồm bộ xử lý Intel trong khi các mẫu 14 inch có thiết kế không quạt được cung cấp bởi bộ xử lý Nvidia Tegra K1. HP Chromebooks có sẵn với nhiều màu sắc.